# Dieter Fleig
Dieter Fleig (* 4. Januar 1932; † 14. April 2001) war ein deutscher Sachbuchautor und Kynologe.

## Leben
Der promovierte Volkswirt arbeitete beim Gerolsteiner Brunnen. In seiner Freizeit züchtete er zusammen mit seiner Frau Helga Bullterrier und Bullmastiffs. 1980 gründeten die beiden den Kynos Verlag (ab 1992 Kynos Verlag Dr. Dieter Fleig GmbH), in dem Dieter Fleig Sachbücher zum Thema Hunde und Hundezucht veröffentlichte, die heute zur Standardliteratur gehören.
1998 gründeten Dieter und Helga Fleig die Kynos Stiftung Hunde helfen Menschen mit dem Zweck, behinderte Menschen durch Bereitstellung eines ausgebildeten Assistenzhundes zu fördern.
Seine Frau und Verlags- und Stiftungsmitbegründerin, Helga Fleig, starb knapp 80-jährig am 18. Dezember 2006.

## Kritik
Laut Dieter Fleigs Buch Die große Kampfhundlüge kämpften in Japan die Tosa-Kampfhunde nicht mit Fang und den Zähnen, sondern es galt, den Gegner wie bei den Sumoringern mit Körpereinsatz niederzuringen. Beißen und selbst Knurren führte laut Fleig zur Disqualifikation. Doch laut dem Regelwerk für den Hundekampf in Japan wird in den legalen Veranstaltungen gekämpft,  wie bei natürlichen Hundestreitigkeiten mit Schnauze und mit den Zähnen, wobei es auch zu schweren Verletzungen kommen kann, die dann in einer fünfminütigen Kampfpause von einem Tierarzt behandelt werden. Derartige Falschaussagen oder Ungenauigkeiten von Fleig sind geeignet, Zweifel an seinen Aussagen hinsichtlich der wissenschaftlichen Genauigkeit und fachspezifischen Unvoreingenommenheit aufkommen zu lassen.

## Werke (Auswahl)
- Die Tarifpolitik der Bundesbahn und ihre Einflußnahme auf den industriellen Standort : Unter besonderer Berücksichtigung des Zusammenwirkens von Güterwert- und Entfernungsstaffel. Dissertation an der Universität Heidelberg, Philosophische Fakultät, 1955, DNB 480597006.
- Kampfhunde. 2 Bände. Kynos, Mürlenbach 1981, ISBN 3-924008-00-0 (Erstausgabe als: D. Fleig: Gladiatoren. Mürlenbach), (Band 1, Kynos, Mürlenbach 2981, ISBN 3-924008-02-7);  (Band 2, Kynos, Mürlenbach 1983, ISBN 3-924008-03-5).
- Der Bull-Terrier: Herkunft – Anatomie – Charakter – Haltung. Franckh, Stuttgart 1985, ISBN 3-440-05579-5.
- Die Technik der Hundezucht. Ein Handbuch für Züchter und Deckrüdenbesitzer und alle, die es werden wollen.  Kynos, Mürlenbach (Eifel) 1987, ISBN 3-933228-39-5.
- Bull Terrier Kynos, Mürlenbach 1992, ISBN 3-924008-80-9.
- Kynos-Hundefibel. Kynos, Mürlenbach 1992, ISBN 3-924008-81-7.
- The technique of breeding better dogs. Ringpress, London 1996, ISBN 1-86054-055-4.
- Miniature Bull-Terrier heute. Kynos, Mürlenbach 1998, ISBN 3-929545-98-5.
- Staffordshire-Bull-Terrier. Kynos, Mürlenbach 1988, ISBN 3-924008-46-9.
- Kampfhunde ... wie sie wirklich sind! Kynos, Mürlenbach 1999, ISBN 3-933228-04-2.
- Quo vadis canis? Der Hund, eine vom Aussterben bedrohte Tierart?  Kynos, Mürlenbach 2000, ISBN 3-933228-16-6.
- Die grosse Kampfhundelüge. Deutschland ... deine Politiker. Kynos, Mürlenbach 2000, ISBN 3-933228-29-8.